# ロバート・ジャービック
ロバート・ジャービック（Robert Koffler Jarvik、1946年5月11日 - 2025年5月26日）はアメリカ合衆国の科学者である。埋め込み型補助人工心臓を開発したことで知られる。1982年の補助人工心臓、Jarvik-7の埋め込み手術後の経過が注目されたことにより有名になった。

## 略歴
ミシガン州のミッドランドで生まれ、コネチカット州のスタンフォードで育った。おじのマレー・ジャービックは禁煙用のニコチンパッチの共同発明した薬学者である。
ユタ大学の医学校で学んだ後、1971年にオランダ生まれで、ユタ大学で人工臓器の研究をしていたウィレム・コルフ（Willem Johan Kolff）のチームに入った。1976年に学位（M.D.）を得るが、臨床医の資格は得なかった。コルフの人工臓器プロジェクトではクアン＝ゲット（Clifford Kwan-Gett）の開発した空圧式人工心臓を実験で用い10日間、動物の生命を保った。ジャービックはクアン＝ゲットの装置の問題点を解決する装置の設計を命じられ、Jarvik-7は開発された。
Jarvik-7はウィンチェル（Paul Winchell）らの先行設計に基づく空圧制御装置を基にしたもので、埋め込まれた人工心臓に2本の空圧チューブを通して人体外部から駆動エネルギーを供給する必要があった。空圧制御装置は当時、ショッピングカートほどのサイズで、塞栓症や感染症などの問題が解決されたとしても患者の行動の自由を著しく阻害するものであった。ポンプはグラファイト潤滑剤で潤滑されて重ねられた非常に薄い膜からなるダイアフラムを使用していた。
ロバート・ジャービックが社会的に注目されるようになったのは、1982年に人工心臓の埋め込み手術の経過がニュースで報じられてからである。1982年12月2日にユタ大学で、デフリース（William DeVries）の執刀によって元歯科医の患者、クラーク（Barney Clark）に埋め込み手術が行われ、患者が没するまでの112日間にわたって、何度もデフリースとともにジャービックは患者の容態についての記者会見を行った。第2例の患者、シュレーダー（William J. Schroeder）は620日間、存命した。
後に、人工心臓の製造会社 Symbion, Inc.を設立するが、1990年にこの会社は買収された。JARVIK Heart, Inc.を設立し、改良された補助人工心臓、Jarvik 2000を開発した。
2025年5月26日、パーキンソン病の合併症によりマンハッタンの自宅で死去。79歳没。